# 欽溫紋胸鮡
欽溫紋胸鮡，為輻鰭魚綱鯰形目鮡科的其中一種，為熱帶淡水魚類，分布於亞洲伊洛瓦底江流域，體長可達14.6公分，棲息在底層水域，生活習性不明。

## 扩展阅读
維基物種上的相關：欽溫紋胸鮡